# Осуйське (Торжоцький район)
Осуйське (рос. Осуйское) — присілок в Торжоцькому районі Тверської області Російської Федерації.
Населення становить 0 осіб. Входить до складу муніципального утворення Тверецьке сільське поселення.

## Історія
Від 2005 року входить до складу муніципального утворення Тверецьке сільське поселення.

## Населення
| 2010 |
| ---- |
| 0    |